# Мігель дель Торо (водне поло)
Мігель дель Торо (ісп. Miguel de Toro, 1 січня 1993) — іспанський ватерполіст.
Чемпіон світу з водних видів спорту 2022 року.